# ¡Corre!
"¡Corre!" é uma música de pop latino escrita pela dupla de cantores mexicanos Jesse & Joy.  A música foi incluída no terceiro álbum de estúdio da dupla, ¿Con Quién Se Queda El Perro? (2011), e foi lançada como o segundo single do álbum em 4 de outubro de 2011.
A música se tornou uma das canções de maior sucesso da dupla, alcançando a primeira posição em muitos países. A faixa ganhou como Canção do Ano e Gravação do Ano no 13º Grammy Latino. A música foi traduzida para o inglês e lançada como "Run", presente no álbum Jesse & Joy (2017).

## Videoclipe
O videoclipe da música está disponível para visualização no youtube. Há cenas da história de um homem e uma mulher que estão prestes a se casar, intercalados com cenas de Jesse e Joy tocando e cantando. O homem é viciado em jogos e acaba por gastar todo o dinheiro que usariam para o casamento em um casino. A mulher descobre que está grávida e decide ir embora. O marido vai atrás dela e a encontra entrando em um táxi segurando uma mala. No final, ela corre até ele e se abraçam, mas ele está com a posse de uma arma, que acaba sendo ativada propositalmente.

## Faixas
| Download digital |           |                               |               |         |  |
| N.º              | Título    | Compositor(es)                | Produtor(es)  | Duração |  |
| 1.               | "¡Corre!" | Jesse Huerta Joy Tommy Torres | Martin Terefe | 4:49    |  |

| Versão Bachata |                                    |                               |         |  |
| N.º            | Título                             | Compositor(es)                | Duração |  |
| 1.             | "¡Corre!" (featuring La Republika) | Jesse Huerta Joy Tommy Torres | 3:59    |  |

| Versão em Inglês |        |                                            |                                          |         |  |
| N.º              | Título | Compositor(es)                             | Produtor(es)                             | Duração |  |
| 1.               | "Run"  | Sean Douglas Jesse Huerta Joy Tommy Torres | Andrew Goldstein Emanuel "Eman" Kiriakou | 4:26    |  |

## Outras versões
Os atores e cantores Azul Guaita e Alejandro Puente regravaram a canção para a trilha sonora da série mexicana Rebelde (2022) da Netflix.

## Prêmios e indicações
| Ano  | Prêmio        | Categoria       | Resultado |
| ---- | ------------- | --------------- | --------- |
| 2012 | Grammy Latino | Gravação do Ano | Venceu    |
| 2012 | Grammy Latino | Canção do Ano   | Venceu    |

## Posição nas paradas
A música alcançou a posição número 27 na parada Latin Pop Songs, no semana de 4 de fevereiro de 2012. Na semana seguinte, pulou para a posição número 21. A música chegou ao top 20 na terceira semana, alcançando o número 18, e na quarta semana, alcançou o número 13. Na quinta semana, a música subiu para o número 8, e na nona semana nas paradas, chegou ao número 3, tornando-se a primeira música da dupla a alcançar tal marca. Na semana de 31 de março de 2012, e depois de duas semanas no número 5, a música pulou para a primeira posição, tornando-se a primeira música da dupla a alcançar o topo de uma parada musical.
A música tornou-se um single comercial no México, alcançando a posição número 1 e permanecendo por quatorze semanas.

### As paradas
| Listas (2012)                                | Posição |
| -------------------------------------------- | ------- |
| México (Monitor Latino)                      | 1       |
| Los 40 Principales (México)                  | 1       |
| Colombia (Radio Tiempo)                      | 1       |
| Estados Unidos (Billboard Hot Latin Songs)   | 4       |
| Estados Unidos (Billboard Latin Pop Airplay) | 1       |
| Perú Top 100 Chart                           | 1       |
| Chile Single Chart                           | 1       |
| Los 40 Principales                           | 17      |
| TUS 25 de Tu Dial.net                        | 1       |

## Lançamentos
| País           | Data                   | Formato          | Gravadora    | Versão            |
| -------------- | ---------------------- | ---------------- | ------------ | ----------------- |
| No mundo todo  | 4 de outubro de 2011   | Mainstream       | Warner Music | Versão de estúdio |
| No mundo todo  | 12 de dezembro de 2011 | Videoclipe       | Warner Music | Versão de estúdio |
| Estados Unidos | 24 de abril de 2012    | Download digital | Warner Music | Versão Bachata    |
| Canadá         | 24 de abril de 2012    | Download digital | Warner Music | Versão Bachata    |